# Idioma tolomako
El idioma tolomako es una lengua hablada en la isla de Espíritu Santo en Vanuatu. Es hablado por alrededor de 900 personas.
Pertenece al grupo de las lenguas austronesias.